# Sidakaton (Tanjung)
Sidakaton is een bestuurslaag in het regentschap Brebes van de provincie Midden-Java, Indonesië. Sidakaton telt 1492 inwoners (volkstelling 2010).